# Cortex (anatomie)

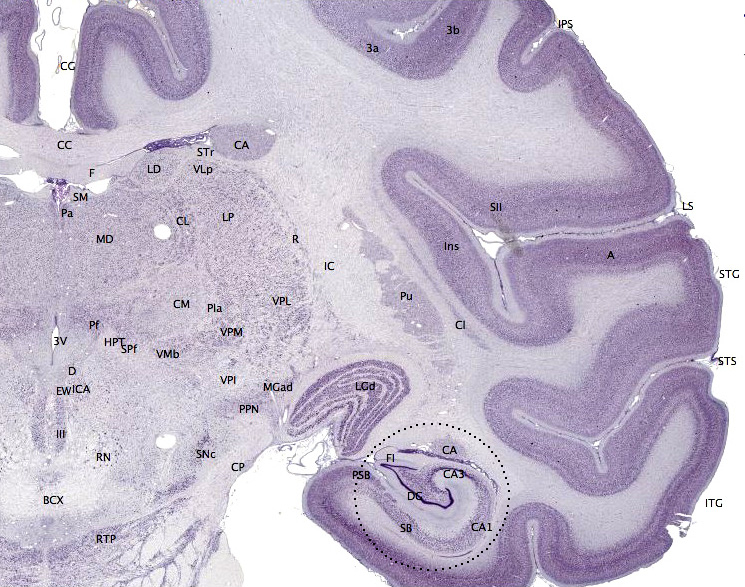
Cortexul cerebral, în acest caz al unei maimuțe din specia macac rhesus, este stratul exterior colorat în violet închis.

În anatomie și zoologie, cortex-ul (din limba latină, însemnând coajă, crustă, cochilie sau păstaie) este stratul cel mai exterior (sau superficial) al unui organ. Printre organele cu straturi corticale bine definite se numără rinichii, glandele adrenale, ovarele, timusul și porțiuni ale creierului, incluzând cortexul cerebral, cel mai cunoscut dintre toate cortexurile.

## Exemple de reținut

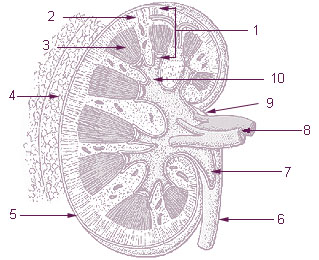
Cortexul renal, notat cu numărul 2.

- Cortexul renal, aflat între capsula renală și medula renală; ajută la ultrafiltrarea renală.
- Cortexul adrenal, situat în jurul perimetrului glandei adrenale; mediază răspunsul la stres producând diverși hormoni.
- Cortexul timic, compus din limfocite, în special; funcționează ca un loc pentru recombinarea somatică a receptorilor celulelor T și selecție pozitivă.
- Cortexul cerebral, stratul exterior al cerebrumului, are un rol cheie în memorie, atenție, conștientizare perceptuală, gândire, limbaj și conștiință.
- Osul cortical este stratul exterior dur, compact al osului; diferit de țesutul de os trabecular spongios, din interior[1]
- Cortexul ovarian este stratul exterior al ovarelor și conține foliculii.

Cortexul cerebral este descris de obicei ca având trei părți: zonele senzoriale, motorii și asociative. Aceste zone senzoriale primesc și procesează informația de la simțuri. Simțurile vederii, auzului și pipăirii sunt deservite de cortexul vizual primar, cortexul auditiv primar și cortexul somatosenzorial primar. Cortexul cerebral este stratul subțire de culoare gri al cerebelului, constând dintr-un strat molecular exterior sau stratum moleculare, un singur strat de celule Purkinje (stratul ganglionic) și un strat granular interior sau stratum granulosum. Cortexul este suprafața exterioară a telencefalului și este compus din materie cenușie.
Zonele motorii se găsesc în ambele emisfere ale cortexului cerebral. Două zone ale cortexului se numesc de obicei motorii: cortexul motor primar, care execută mișcările voluntare și, zonele motorii suplimentare și cortexul premotor, care selectează mișcările voluntare. În plus, funcțiile motorii au fost atribuite: cortexului parietal posterior, care ghidează mișcările voluntare, și cortexului prefrontal dorsolateral, care decide ce mișcări voluntare să facă conform instrucțiunilor de grad mai ridicat, regulilor și gândurilor proprii.